# Кабирия
«Кабирия» (итал. Cabiria) — немой итальянский художественный фильм Джованни Пастроне 1914 года, прообраз жанра «пеплум».

## Сюжет
Действие картины начинается в конце III в. до н. э. в Катании (Сицилия), в поместье римского патриция Батто. Извержение вулкана Этна превращает город в развалины. Патриций считает, что его единственная дочь Кабирия погибла. Однако девочку, спасённую её кормилицей Крессой, похищают карфагенские пираты.
Идет Вторая Пуническая война. Ганнибал переходит Альпы. Римский патриций Фульвий Аксилла шпионит в Карфагене вместе со своим рабом, непобедимым великаном Мацистом. Главный жрец карфагенского храма Молоха — Картало — покупает на невольничьем рынке Кабирию, чтобы принести её в жертву своему богу. Однако кормилица Кресса уговаривает Аксиллу спасти ребенка (дарит ему кольцо, ранее украденное ею в сокровищнице Батто). Мациста, похитившего девочку из храма, преследуют карфагеняне, и он прячется в саду, где принцесса Софонизба соглашается укрыть её от жрецов. Благодаря численному превосходству преследователи побеждают Мациста и приковывают его к мельничному жернову, в то время как Аксилла отплывает в Рим.
Несколько лет спустя Кабирия, забыв о своем происхождении, становится под именем Элиссы прислужницей Софонизбы. Она участвует в сложной интриге между Софонизбой и двумя соперниками: Масиниссой и Сифаксом. Отец Софонизбы, Гасдрубал, отдает её замуж за Сифакса, хотя она уже помолвлена с Масиниссой.
Тем временем римский флот нападает на Сиракузы, союзника Карфагена. Архимед наводит зажигательные зеркала на вражеские корабли, и они загораются. Участвующего в этом сражении Фульвия Аксиллу подбирают сицилийские рыбаки. Они узнают кольцо, которое он получил от Крессы, и отводят пленника к Батто, который, конечно, очень рад тому, что его дочь, возможно, ещё жива.
В Африке сталкиваются войска Сципиона (которому помогает Масинисса), с одной стороны, и карфагеняне (которых поддерживает армия Сифакса) — с другой. Фульвий Аксилла вновь отправляется шпионить в Карфаген. Там он освобождает Мациста, но затем они оба попадают в плен к солдатам Сифакса. Во время этих приключений они снова освобождают из храма Молоха Кабирию, которую Софонизба всё-таки сдала жрецам. Фульвия и Мациста освобождает Масинисса, возглавивший атаку римлян и пленение Сифакса. Софонизба, встретившись с Масиниссой, просит его спасти её и не дать римлянам перевезти её вместе с Сифаксом в Рим. У Масиниссы вновь разгораются чувства к прекрасной Софонизбе, и он немедленно женится на любимой им ещё невесте, полагая, что этим спасет её от римского плена. Когда Сципион высказал ему по этому поводу своё неодобрение, Масинисса, не будучи в состоянии расстаться с Софонизбой и не желая её выдать римлянам, подносит ей кубок с ядом, который она выпивает. Перед смертью Софонизба признается, что Элисса — это на самом деле Кабирия, и дарит её Фульвию.

## Художественные особенности

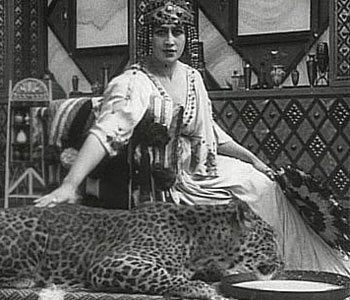
Кадр из фильма «Кабирия»

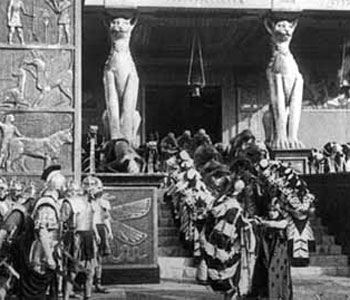
Кадр из фильма «Кабирия»

Характерная черта сценария фильма — многоплановость действия. Действие развертывается почти одновременно в Карфагене, Нумидии, на Сицилии и в Италии.
Основными техническими нововведениями в «Кабирии» были декорации, освещение и движение киноаппарата. Пастроне создал множество архитектурных сооружений, широко применял монументальную скульптуру и уделял особое внимание отделке пола в павильонах.
Готовясь к съёмкам фильма, он 5 августа 1912 года запатентовал в Италии тележку, «трэвеллинг» (итал. carrello). Одновременно с применением тележки Джованни Пастроне впервые ввёл несколько технических приёмов: прямолинейное или зигзагообразное движение, перемещение параллельно декорациям, приближение и удаление кинокамеры.
Пастроне использовал 12 дуговых рефлекторов по 100 ампер каждый, яркость которых он усиливал отражающими экранами, оклеенными листами оловянной фольги.

Все технические нововведения «Кабирии» и других итальянских исторических фильмов можно свести к одному важнейшему художественному открытию, а именно к созданию в кинокадре пространства, глубинной перспективы, позволяющей показывать действие в нескольких планах.

Влияние «Кабирии» на Гриффита совершенно очевидно. Оно явно сказывается в постановке вавилонского эпизода «Нетерпимости», где также введены гигантские золотые слоны, поддерживающие дворец Массиниссы в «Кабирии». Гриффит заимствовал главным образом форму повествования, манеру беспрерывной смены мест действия.

## В ролях
- Лидия Кваранта — Кабирия (Cabiria) в юности
- Италия Альмиранте Мандзини — принцесса Софонизба (Sophonizba)
- Умберто Моццато — Фульвий Аксилла (Fulvius Axilla)
- Бартоломео Пагано — Мацист (Maciste)
- Джина Марангони — кормилица Кресса (Croessa)
- Данте Теста — жрец храма Молоха (Karthalo)
- Рафаэле ди Неаполи — трактирщик (Bodastoret)
- Витале Ди Стефано — Сципион Африканский / Масинисса
- Александр Бернар — Сифакс
- Луиджи Челлини — Сципион Африканский
- Эмилио Варданнес — Ганнибал
- Эдоардо Давеснес — Гасдрубал
- Энрико Джемелли — Архимед

## Интересные факты
Замысел этого фильма созрел у Пастроне в начале 1913 года. Сначала он назвал свой будущий фильм «Симфонией огня».

- Лётчик Джованни Виднер четыре раза описал круг над Римом, засыпая его листовками, извещавшими о премьере фильма[3].
- Бартоломео Пагано был не профессиональным актёром, а грузчиком в генуэзском порту[3].
- Фильм, и особенно один из его персонажей, великан Мачисте (в старом русском произношении Мацист) в исполнении Бартоломео Пагано, — был настолько популярен, что об этом упоминается в романе Ильфа и Петрова «Двенадцать стульев»: «Ипполита Матвеевича за большой рост, а особенно за усы, прозвали в учреждении Мацистом, хотя у настоящего Мациста никаких усов не было».
- Пастроне накладывал стекло на расписанный пол, имитируя полированный мрамор[3].
- Чтобы Энрико Джемелли не показался неестественным в накладной бороде, Пастроне велел ему отпустить свою собственную[3].
- По мнению Ежи Тёплица, сценарий написал Джованни Пастроне, подписавшись псевдонимом Пьеро Фоско. Габриэле Д’Аннунцио же лишь поставил своё имя в титрах[4].

## Влияние на кинематограф
Американский режиссёр Дэвид У. Гриффит почтил память «Кабирии» и итальянского исторического кино в эпизоде «Падение Вавилона» в фильме «Нетерпимость». Фриц Ланг также вставил Молоха, пожирающего людей, в фильм «Метрополис». Копия статуи бога Молоха сегодня хранится в Музее кинематографа в Турине.

## Реставрация
Вечером 13 марта 2006 года в Театре Реджо в Турине был запланирован показ нового фильма  «Кабирия», восстановленного в лабораториях Prestech в Лондоне, курируемый Музеем кинематографа в сотрудничестве с Жуаном С. де Оливейрой.
27 мая 2006 года восстановленная версия также была показана на 59-м Каннском кинофестивале. Показу предшествовала видеопрезентация фильма, созданная Мартином Скорсезе.